# Scalmicauda triangulum
Scalmicauda triangulum är en fjärilsart som beskrevs av Sergius G. Kiriakoff 1959. Scalmicauda triangulum ingår i släktet Scalmicauda och familjen tandspinnare. Inga underarter finns listade.